# Cantonul Léré
Cantonul Léré este un canton din arondismentul Bourges, departamentul Cher, regiunea Centru, Franța.

## Comune
| Comune                     | Populație (1999) | Cod poștal | Cod INSEE |
| -------------------------- | ---------------- | ---------- | --------- |
| Belleville-sur-Loire       | 1 088            | 18240      | 18026     |
| Boulleret                  | 1 421            | 18240      | 18032     |
| Léré                       | 1 296            | 18240      | 18125     |
| Sainte-Gemme-en-Sancerrois | 416              | 18240      | 18208     |
| Santranges                 | 369              | 18240      | 18243     |
| Savigny-en-Sancerre        | 1 023            | 18240      | 18246     |
| Sury-près-Léré             | 509              | 18240      | 18257     |